# Dungu
Dungu – u Bagandów z Ugandy bóg myśliwych. Jego symbolem jest wielki bęben z zawieszonymi na nim talizmanami, z których czerpie swoją magiczną moc.